# Rotheca incisa
Rotheca incisa là một loài thực vật có hoa trong họ Hoa môi. Loài này được Klotzsch mô tả khoa học đầu tiên năm 1861.